# Phnum Lieb (gmina)
Phnum Lieb – gmina (khum) w północno-zachodniej Kambodży, we wschodniej części prowincji Bântéay Méanchey, w dystrykcie Preăh Nét Preăh.

## Miejscowości
Na obszarze gminy położonych jest 16 miejscowości:

- Phnum Lieb Kaeut
- Phnum Lieb Lech
- Troyoung
- Tro Louk Cheung
- Tro Louk Lech
- Tro Louk Tboung
- Laote
- Rumduol
- Pring Chu
- Kantrab
- Tnaot
- Anlong Sar
- Kandaol
- Kambaor
- Kabau
- Kampong Krasang